# Ceres (trpasličí planeta)
(1) Ceres (symbol: ) je prvním objeveným a současně svým rovníkovým průměrem 975 km největším objektem obíhajícím mezi drahami Marsu a Jupiteru, tedy v oblasti hlavního pásu planetek. Svoji hmotností představuje asi 30 % hmotnosti pásu asteroidů mezi Marsem a Jupiterem. První půlstoletí po objevu byla považována za planetu, později za planetku. Na základě rezoluce 26. Generálního zasedání Mezinárodní astronomické unie (IAU) v srpnu 2006 v Praze, která definovala pojem planeta, byla zařazena do nové kategorie těles sluneční soustavy, mezi tzv. trpasličí planety.

## Historie
Po objevu planety Uran v roce 1781, kterým se zdála být potvrzena platnost Titius-Bodeova pravidla, řada astronomů se rozhodla najít i dosud neodhalenou planetu, která měla obíhat mezi drahami Marsu a Jupiteru ve vzdálenosti 2,8 astronomických jednotek (AU) od Slunce. Jedním z nich byl i dvorní astronom ve městě Gotha, baron Franz Xaver von Zach, který podporován Bodem, začal v roce 1787 s jejím hledáním. Rozumně se omezil na oblast nebeské sféry poblíže ekliptiky. Za tím účelem si vytvořil vlastní katalog hvězd blízkých ekliptice, ale i tak bylo jeho snažení marné. Na podzim 1799 navštívil astronomy v Celle, Brémách a v Lilienthalu, s nimiž o tomto problému diskutoval. Došli k závěru, že takový úkol nemůže zvládnout jeden astronom. Proto se 21. září 1800 sešli v Lilienthalu von Zach, J. H. Schröter, H. W. M. Olbers, C. L. Harding, F. A. von Ende a J. Gildemeister. Protože na schůzce dospěli k závěru, že ani šest zkušených pozorovatelů není dostatečný počet, rozhodli se přizvat další evropské astronomy. Rozdělili proto oblast zvířetníku na 24 stejných úseků po 15° a vymezili tyto úseky na oblast 7° až 8° na sever a na jih od ekliptiky. O přidělení oblastí rozhodoval los. Tak vznikla první mezinárodní astronomická kampaň v historii. Její účastníci se nazvali „nebeskou policií“ („Himmelspolizei“).
Jedním z přizvaných astronomů byl i italský profesor matematiky Giuseppe Piazzi z Palerma na Sicílii, který sice nebyl zkušeným astronomem, ale díky podpoře tehdejšího neapolského krále Ferdinanda IV. vybudoval v létech 1780 až 1791 ve věži královského zámku astronomickou observatoř. V té době to byla nejjižnější hvězdárna v celé Evropě. V roce 1789 ji vybavil výkonným čočkovým dalekohledem s objektivem o průměru 7,5 cm, pětistopým vertikálním a třístopým azimutálním kruhem s velmi přesným odečítáním souřadnic, který zhotovil anglický mechanik Jesse Ramsden. Toto zařízení patřilo ke špičkovým astrometrickým přístrojům té doby.
Hlavním cílem Piazziho však nebylo hledání nové planety, ale sestavení co nejpřesnějšího katalogu hvězd. Na tomto úkolu pracoval též 1. ledna 1801. Při hledání hvězdy Mayer 87 podle Wollastonova katalogu (ve skutečnosti se jednalo o hvězdu Lacaille 87, z toho důvodu poloha u Wollastona nesouhlasila s údaji v Mayerově katalogu a proto to Piazzi kontroloval) spatřil dosud nepopsaný objekt hvězdné velikosti 8m. Když dalšího dne zjistil, že se objekt mezi hvězdami posunul, věnoval mu bližší pozornost. Dne 24. ledna téhož roku rozeslal kolegům dopis o objevu, kde objekt opatrně nazval kometou. Svému kolegovi B. Orianimu do Milána např. napsal:
Pozoroval jsem 1. ledna poblíž ramena Býka hvězdu osmé velikosti, která se dalšího večera, tedy 2., posunula o 3′ 30″ přibližně k severu a o 4′ přibližně ke znamení Berana … Já bych tu hvězdu označil jako kometu, avšak nevykazuje žádnou mlhovinu a pak její pohyb je tak pomalý a pravidelný, že mi spíše připadá na mysl, že by to mohlo být něco lepšího než nějaká kometa. Je to jen domněnka a to mi velice brání ji zveřejnit…
Pozorování pokračovalo až do 11. února 1801, kdy se objekt přiblížil ke Slunci natolik, že již nebyl pozorovatelný. Celkem jej Piazzi sledoval po dvacet čtyři nocí.
Přestože byl Piazzi matematik, neměl k dispozici vhodnou výpočetní metodu, aby z tak krátkého úseku dráhy stanovil dostatečně přesně elementy dráhy nového tělesa. Svými výpočty pouze zjistil, že se nepohybuje po parabole, což se tehdy předpokládalo o kometách, ale spíše po kružnici.
Problém výpočtu parametrů však vyřešil geniální německý vědec C. F. Gauss, který vypracoval v létě roku 1801 matematický postup, umožňující stanovit elementy dráhy z menšího počtu pozorování, tzv. metodu nejmenších čtverců. Díky tomu mohl planetku von Zach 7. prosince 1801 znovu objevit.
| Old symbol of Ceres                  | Mirror variant symbol of Ceres |
| Other sickle variant symbol of Ceres | Sickle variant symbol of Ceres |

Prakticky až do poloviny 19. století byla ještě považována za planetu a dostala dokonce i grafický symbol (viz vlevo). Ani objev dalších planetek na tom nic nezměnil. Teprve v 50. letech 19. století, kdy objevů planetek kvapem přibývalo, začala být spolu s ostatními podobnými tělesy považována za pouhou planetku. Na počátku Piazzi velikost nového tělesa značně přecenil; odhadoval, že jeho průměr je srovnatelný s průměrem Země. Naproti tomu anglický astronom William Herschel již v květnu 1802 po objevu druhé planetky (2) Pallas Heinrichem Wilhelmem Olbersem předpokládal, že se jedná o malá tělesa a navrhl je pojmenovat asteroidy, tedy hvězdám podobné.
V roce 2006 byla spolu s (134340) Plutem a transneptunickým tělesem (136199) Eris zařazena do nově vytvořené kategorie trpasličích planet. I nadále je však vedena v oficiálním katalogu malých těles sluneční soustavy pod katalogovým číslem 1.

## Popis objektu

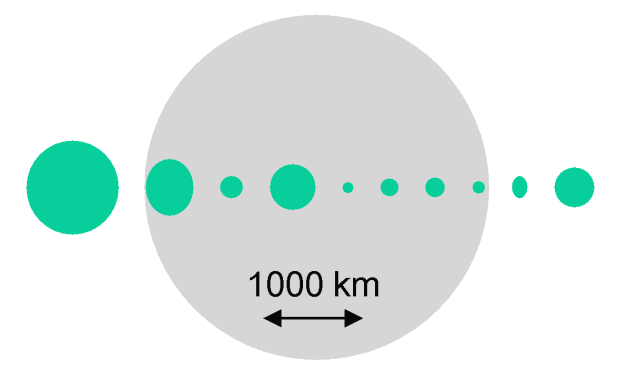
Srovnání velikosti Měsíce s prvními deseti planetkami. Ceres je první zleva.

I když je Ceres největším tělesem v hlavním pásu planetek a její albedo patří k průměru (0,113), není ani při optimální opozici, kdy se přibližuje k Zemi na 1,59 AU prakticky pozorovatelná pouhým okem. Maximální zdánlivá hvězdná velikost totiž dosahuje nejvýše hodnoty 7,0m; teoreticky by tato hodnota sice za velice příznivých pozorovacích podmínek u lidí s mimořádně citlivým zrakem ke spatření Cerery stačila, ale takové pozorování zatím nebylo nikdy potvrzeno. Stačí však i malý dalekohled, případně triedr, aby mohla být pozorována, ovšem pouze jako jasný bod, podobný hvězdě.
Relativně velká vzdálenost je také na překážku bližšímu zkoumání tohoto tělesa.

### Vzhled objektu
Pozorování Hubbleovým kosmickým dalekohledem (HST) i pomocí nejvýkonnějších pozemských dalekohledů ukázalo, že Ceres má téměř kulový tvar, s mírným polárním zploštěním. Je to v souladu s předpokladem, že jeho gravitační přitažlivost umožnila dosáhnout isostáze, tedy zaujmutí tvaru s minimální gravitační energií. Vedle planetky (4) Vesta a možná i planetky (10) Hygiea je tedy jediným objektem v pásu planetek, u kterého k tomuto procesu došlo.
Na povrchu byla na snímcích pořízených 1995 s malým rozlišením asi 60 km/px v ultrafialové části spektra pomocí HST objevena tmavší oblast, o rozměrech přibližně 250 km, která byla nazvána na počest objevitele planetky Piazzi a o níž se předpokládalo, že by to mohl být impaktní kráter. Při pozdější pozorováních v roce 2002 s podobným rozlišením Keckovým dalekohledem na Havajských ostrovech ve viditelné oblasti s použitím adaptivní optiky, však nebyl Piazzi pozorován. Místo něj byly spatřeny dvě jiné tmavé oblasti, z nich jedna měla středové zjasnění. O nich se také předpokládá, že se jedná o krátery. Pozorování pomocí HST s vyšším rozlišením 30 km/px v létech 2003 a 2004 ve viditelném světle odhalilo další albedový útvar, tentokráte s vyšším albedem a tedy světlejší, o průměru asi 40 km, jehož podstata je dosud neznámá.

### Geologie objektu
Spektroskopický průzkum ukázal, že povrchová vrstva obsahuje značné množství uhlíku a pravděpodobně i organických látek a podobá se do jisté míry svým chemickým složením uhlíkatým chondritům a že je tedy málo přetvořeným původním materiálem, ze kterého těleso akrecí vzniklo. Bylo proto zařazeno po spektrální stránce do kategorie G (v hrubší klasifikaci do třídy C).
Předpokládá se[zdroj⁠?!], že při formování tohoto objektu došlo k částečné diferenciaci jeho nitra, způsobené především teplem vznikajícím při radioaktivním rozpadu 26Al. Původní materiál, který obsahoval značné množství vodního ledu, roztál a těžší silikátové horniny klesly ke středu, kde vytvořily kamenné jádro. Chladnoucí obal kapalné vody s příměsí lehčích, převážně uhlíkatých látek vytvořil plášť, jehož tloušťka se odhaduje na 60 až 120 km. Nejvyšší vrstva, odhadem 10 km silná, se však nikdy plně neroztavila a tvoří kůru planetky, se složením blízkým původnímu materiálu. Kůra byla pouze částečně přetvořena dopady menších těles. To potvrzují i radiolokační pozorování podle nichž je povrch Cerery pokryt vrstvou regolitu.
Z průměrné hustoty se dá vyvodit, že voda na Cereře tvoří asi 17 až 27 % její hmotnosti, což představuje v průměru asi 2×108 km3 vody, tedy přibližně pětkrát více, než je celkové množství vody na zemském povrchu. V roce 2020 zjistil tým amerických a evropských vědců z dat sondy Dawn, že tato voda je na Cereře přítomna jako podpovrchový oceán. Ze snímků pořízených v infračerveném spektru objevili členové týmu přítomnost hydrohalitu (NaCl·2H2O) – zmrzlého vodného roztoku kamenné soli, což je materiál obvyklý v zamrzlých mořích. Tento minerál je na povrchu trpasličí planety nestabilní a proto musel být podle autorů studie vytvořen relativně nedávno.
Přítomnost vody v povrchových vrstvách byla nepřímo spektroskopicky prokázána měřením ultrafialového spektra astronomickou družicí IUE, která objevila čáry hydroxylu OH, svědčícího o stále se obnovující velice řídké atmosféře vodní páry unikající z povrchu tělesa.
Ceres neprodělala v průběhu své existence žádnou kolizi s větším tělesem, která by významněji zasáhlo do jejího geologického vývoje. Nejvyšší horou na jejím povrchu je 4 kilometry vysoká Ahuna Mons.

### Příbuznost s jinými planetkami
V minulosti se předpokládalo, že Ceres je mateřským tělesem rodiny těles nazývané jejím jménem. Nejnovější výpočty dlouhodobého vývoje dráhy však ukazují, že sama Ceres do této oblasti připutovala, podle jedné z teorií z Kuiperova pásu, a že tedy nemá s ostatními tělesy žádnou spojitost. Také neexistence náznaků velkého impaktu, který by vedl ke vzniku sekundárních těles, snižuje pravděpodobnost případné příbuznosti dalších planetek s Cererou.

## Původ jména
Piazzi nazval objevený objekt Ceres Ferdinandea. První část jména pochází od římské bohyně Ceres, která byla ochránkyní zemědělců a úrody, současně patronkou ostrova Sicílie a sestrou Jupitera; druhá část jména byla přidána na počest Piazziho královského ochránce a sponzora, Ferdinanda IV. Protože použití tohoto přídomku nebylo v jiných zemích z politických důvodů příliš vítáno, velice brzy z názvu tohoto objektu zmizelo.
V Německu J. E. Bode navrhoval pro toto těleso jméno Juno (později použité pro třetí objevenou planetku (3) Juno). Krátce se používalo též jméno Hera (později tento název dostala planetka (103) Hera).

## Průzkum objektu
První sondou, která Cereru prozkoumala, byla sonda Dawn. Ta odstartovala v září 2007, v letech 2011 a 2012 obíhala planetku (4) Vesta a na oběžné dráze Cerery je od března 2015. Další várku snímků trpasličí planety sonda nafotila na začátku července 2018. Už dříve pozorované spektakulární velmi světlé oblasti identifikovala jako zmrzlou solanku , pravděpodobně z chloridu sodného a uhličitanu sodného, z čehož se s ohledem na tamní prostředí vyvozuje, že se jedná o relativně mladé útvary. Předpokládá se, že se obnovuje díky vulkanickým mechanizmům.